# Diocesi di Guiratinga
La diocesi di Guiratinga (in latino Dioecesis Guiratingensis) è una sede soppressa della Chiesa cattolica in Brasile.

## Territorio
La diocesi comprendeva i seguenti comuni dello stato brasiliano del Mato Grosso: Guiratinga, Alto Araguaia, Alto Taquari, Alto Garças, Araguainha, Dom Aquino, Ponte Branca, Poxoréu, Primavera do Leste, Ribeirãozinho, Tesouro, Torixoréu. Apparteneva alla diocesi anche l'enclave indigena di Jarudoré.
Sede vescovile era la città di Guiratinga, dove fungeva da cattedrale la chiesa di San Giovanni Battista.
Nel 2006 il territorio si estendeva su 38.966 km² ed era suddiviso in 15 parrocchie.

## Storia
La missione salesiana del Mato Grosso fu elevata al rango di prelatura territoriale con il nome di Registro do Araguaia il 12 maggio 1914, ricavandone il territorio dall'arcidiocesi di Cuiabá e dalla diocesi di Corumbá.
Il 13 luglio 1940, il 15 giugno 1957 e il 13 maggio 1969 cedette porzioni del suo territorio a vantaggio dell'erezione rispettivamente della prelatura territoriale di Chapada (oggi diocesi di Rondonópolis-Guiratinga), della diocesi di Campo Grande (oggi arcidiocesi) e della prelatura territoriale di São Félix.
Il 27 maggio 1969 la sede prelatizia fu trasferita da Registro do Araguaia a Guiratinga e la prelatura assunse il nome di prelatura territoriale di Guiratinga.
Il 3 ottobre 1981 la prelatura territoriale fu elevata a diocesi con la bolla Institutionis propositum di papa Giovanni Paolo II.
Il 27 febbraio 1982 cedette un'altra porzione di territorio a vantaggio dell'erezione della diocesi di Barra do Garças.
Il 25 giugno 2014 la diocesi è stata soppressa con la bolla Ad totius dominici di papa Francesco, e il suo territorio è stato diviso fra le diocesi di Rondonópolis (che ha contestualmente assunto il nome di diocesi di Rondonópolis-Guiratinga), di Barra do Garças e di Primavera do Leste-Paranatinga.

## Cronotassi dei vescovi
- Antônio Malan, S.D.B. † (25 maggio 1914 - 3 gennaio 1924 nominato vescovo di Petrolina)
- João Batista Conturon, S.D.B. † (21 luglio 1925 - 1937 deceduto)
- José Selva, S.D.B. † (27 dicembre 1937 - 13 agosto 1956 deceduto)
- Camillo Faresin, S.D.B. † (14 settembre 1956 succeduto - 20 novembre 1991 ritirato)
- José Foralosso, S.D.B. † (20 novembre 1991 - 12 gennaio 2000 nominato vescovo di Marabá)
- Sebastião Assis de Figueiredo, O.F.M. † (29 agosto 2001 - 20 dicembre 2007 deceduto)
- Derek John Christopher Byrne, S.P.S. (24 dicembre 2008 - 25 giugno 2014 nominato vescovo di Primavera do Leste-Paranatinga)

## Statistiche
La diocesi nel 2013 su una popolazione di 168.800 persone contava 115.000 battezzati, corrispondenti al 68,1% del totale.
| anno | popolazione | popolazione | popolazione | presbiteri | presbiteri | presbiteri | presbiteri                | diaconi | religiosi | religiosi | parrocchie |
| anno | battezzati  | totale      | %           | numero     | secolari   | regolari   | battezzati per presbitero | diaconi | uomini    | donne     | parrocchie |
| ---- | ----------- | ----------- | ----------- | ---------- | ---------- | ---------- | ------------------------- | ------- | --------- | --------- | ---------- |
| 1966 | 135.000     | 145.000     | 93,1        | 27         | 1          | 26         | 5.000                     |         | 39        | 48        | 9          |
| 1970 | ?           | 81.000      | ?           | 28         | 1          | 27         | ?                         |         | 27        | 62        | 8          |
| 1976 | 122.000     | 130.000     | 93,8        | 31         | 1          | 30         | 3.935                     |         | 48        | 72        | 14         |
| 1980 | 195.000     | 205.000     | 95,1        | 36         | 6          | 30         | 5.416                     |         | 39        | 80        | 17         |
| 1990 | 109.000     | 119.000     | 91,6        | 16         | 6          | 10         | 6.812                     |         | 17        | 38        | 12         |
| 1999 | 100.000     | 150.000     | 66,7        | 18         | 7          | 11         | 5.555                     |         | 14        | 47        | 12         |
| 2000 | 100.000     | 150.000     | 66,7        | 19         | 8          | 11         | 5.263                     |         | 14        | 47        | 14         |
| 2001 | 100.000     | 150.000     | 66,7        | 19         | 7          | 12         | 5.263                     |         | 15        | 50        | 13         |
| 2002 | 100.000     | 150.000     | 66,7        | 21         | 8          | 13         | 4.761                     |         | 16        | 50        | 13         |
| 2003 | 100.000     | 150.000     | 66,7        | 19         | 6          | 13         | 5.263                     |         | 16        | 47        | 13         |
| 2004 | 100.000     | 150.000     | 66,7        | 19         | 6          | 13         | 5.263                     |         | 16        | 47        | 13         |
| 2006 | 102.000     | 153.800     | 66,3        | 18         | 7          | 11         | 5.666                     |         | 9         | 46        | 13         |
| 2013 | 115.000     | 168.800     | 68,1        | 19         | 11         | 8          | 6.052                     |         | 9         | 44        | 15         |